# Greensleeves
För äppelsorten, se Greensleeves (äpple)
Greensleeves är en traditionell engelsk folkvisa, i formen romanesca. 

## Historia
En vida spridd legend säger att den komponerades av den engelske kungen Henrik VIII (1491–1547) åt hans älskade och sedermera drottning Anne Boleyn. Anne, den yngsta dottern till earlen av Wiltshire, avvisade Henriks försök att förföra henne. Avvisandet verkar omnämnas i sången, när författarens älskade ohöviskt avspisar honom ("cast me off discourteously"). Det är inte känt om legenden är sann, men sången associeras fortfarande ofta med Anne Boleyn bland allmänheten.
Troligen cirkulerade sången länge i handskriven form, som mycket musik gjorde långt innan den trycktes. En sång med detta namn registrerades vid London Stationer's Company 1580 som "A New Northern Dittye of the Lady Greene Sleeves." Man känner inte till något exemplar av den tryckningen. Den förekommer i den kvarlevande A Handful of Pleasant Delights (1584) som "A New Courtly Sonnet of the Lady Green Sleeves. To the new tune of Green sleeves." Det är osäkert om detta tyder på att en gammal variant av "Greensleeves" fanns spridd, eller vilken av dessa den nu kända sången är.
Det finns även en alternativ version som heter "What Child Is This?" och brukar spelas till jul. "What Child Is This?" skrevs ursprungligen som en hymn av William Chatterton Dix år 1865. Den tonsattes senare till Greensleeves och har spelats in av många artister.

## Text
Det finns många versioner av den traditionella texten till "Greensleeves". Den första tryckta version börjar:
Alas my loue, ye do me wrong,
to cast me off discurteously:
And I haue loued you so long
Delighting in your companie.

### Greensleeves på svenska
1. Och gav dig våren sitt största fång utav blommors doft och av fåglars sång, förslog det ej för att säga dig hur oändligen kär du är mig.
År kommer och år förgår men min kärlek, kära, till dig består.
Långt, långt bortom höst och vår skall jag älska dig än må du veta.
2. Visst är det ljuvligt bland rosensnår när en näktergal sina drillar slår, men ändå kan han ej säga dig hur oändligen kär du är mig.
År kommer och år förgår men min kärlek, kära, till dig består.
Långt, långt bortom höst och vår skall jag älska dig än må du veta.
3. Och skänker hösten dig famnen full av sin rikedom och sitt röda gull, det räckte ej för att säga dig hur oändligen kär du är mig.
År kommer och år förgår men min kärlek, kära, till dig består.
Långt, långt bortom höst och vår skall jag älska dig än må du veta.